# Radionuklidangiografie
Die Radionuklidangiografie ist ein nuklearmedizinisches Diagnoseverfahren in der Angiologie, mit dem Gefäße szintigrafisch dargestellt werden. Zu unterscheiden sind Untersuchungen der Arterien (Radionuklidarteriografie), der Venen (Radionuklidphlebografie) und der Lymphgefäße (Lymphszintigrafie).

## Verfahren

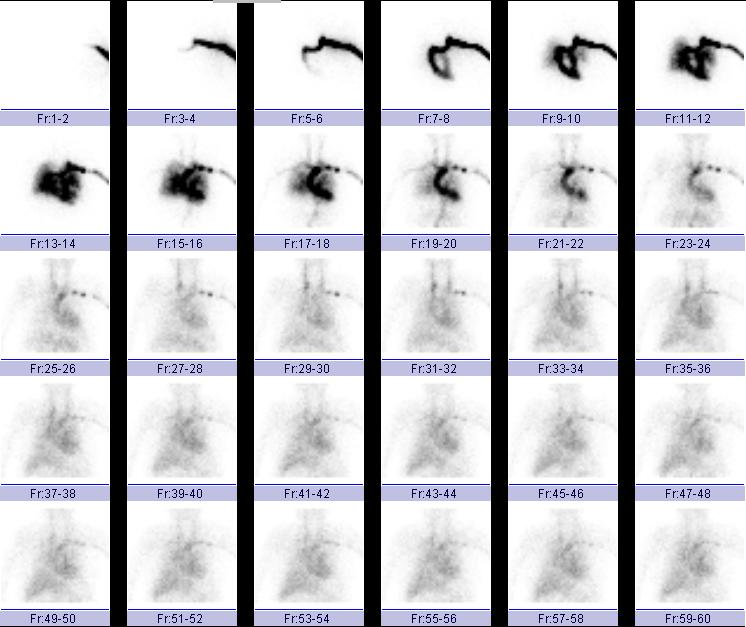
Radionuklidangiografie im Rahmen einer 3-Phasen-Skelettszintigrafie. Dynamische Aufnahmen von Brustkorb und Hals; ein Bild alle 2 Sekunden. Der Tracer strömt über die linke Vena subclavia in die rechte Herzkammer (Bild 7–8), die Lunge (Bild 9–10), die linke Herzkammer (Bild 13–14) in die großen Arterien (Arteria subclavia beidseits, Arteria carotis communis beidseits, Aorta abdominalis; Bilder 15–16 bis 23–24). Beachte geringe Tracer-Spuren an einzelnen Venenklappen der Vena subclavia bis etwa Bild 45–46. Keine auffällig vermehrte Durchblutung in der Region der rechten Schulter. (Klinische Fragestellung: Osteomyelitis?)

### Radionuklidarteriografie
Das Verfahren ist weitgehend verlassen und wird in neueren Lehrbüchern der Nuklearmedizin nicht mehr dargestellt. Die Untersuchung der Arterien erfolgt heute (Stand 2009) meist per digitaler Subtraktionsangiografie, Magnetresonanzangiografie oder Duplex-Sonografie. 
Die arterielle Perfusion (Durchblutung) wird aber heute noch im Rahmen einer Drei-Phasen-Skelettszintigrafie mitdargestellt und diagnostisch genutzt, indem man nach intravenöser Gabe das arterielle Anfluten des Tracers (meist ein mit 99mTc markiertes Bisphosphonat) im Seitenvergleich beurteilt. Bei größeren Gefäßen kann die Beurteilung des Szintigramms visuell („mit bloßem Auge“) erfolgen. Bei kleineren Gefäßen oder ganzen Stromgebieten wird zusätzlich die Region-of-interest-Technik (ROI-Technik) angewendet, bei der als Funktionsszintigrafie Zeit-Aktivitäts-Kurven beurteilt werden.
Bei einer Blutpoolszintigrafie kann unter Umständen bereits in der Phase des arteriellen Einstroms der meist mit 99mTc markierten roten Blutkörperchen (Erythrozyten) eine Blutung erkannt werden.

### Radionuklidphlebografie
Sowohl die Radionuklidphlebografie, als auch die früher sehr viel häufigere Phlebografie als Röntgenverfahren sind weitgehend von der Duplex-Sonografie abgelöst worden.
Eine mögliche Anwendung der Radionuklidphlebografie besteht bei Verdacht auf das Vorliegen einer Thrombose, insbesondere der Beinvenen, aber auch der Armvenen. Hierzu werden in eine gestaute Vene der betroffenen Extremität zum Beispiel Technetium-markierte Makro-Kolloide oder Albumin-Partikel gespritzt. Bei raschen szintigrafischen Bildern des venösen Abstroms lassen sich Depots des Tracers darstellen, die eine lokale Abflussverzögerung anzeigen. Das Blutgerinnsel selbst (Thrombus) stellt sich mit dieser Methode nicht dar. Ohne weitere Strahlenexposition kann eine Lungenperfusionsszintigrafie angeschlossen werden.
Zur szintigrafischen Darstellung von Blutgerinnseln selbst können mit 111In markierte Thrombozyten verwendet werden. Nachteile der Methode sind die relativ hohe Strahlenexposition und der zeitliche Aufwand (mindestens zwei Tage). Therapeutische Entscheidungen müssen aber meist rascher getroffen werden. Zum Nachweis von Thromben im Bereich der peripheren Venen wird daher meist die Duplex-Sonografie verwendet, zum Nachweis von Thromben im Herzen dienen meist die Echokardiografie oder die Magnetresonanztomografie.

### Lymphszintigrafie
Indikationen zur szintigrafischen Darstellung der Lymphgefäße ergeben sich bei Verdacht auf einseitige Lymphabflussstörung einer Extremität, zur Erfassung von Lymphozelen und zur Darstellung der Durchgängigkeit von Lymphgefäß-Transplantaten. Hierzu werden in der Regel mit 99mTc-markierte Mikrokolloide innerhalb (intra-) oder unterhalb der Haut (subcutan) gespritzt, zum Beispiel in die Hautfalte zwischen Finger oder Zehen. Szintigrafische Aufnahmen über die folgenden 20 Minuten bis 3 Stunden zeigen die Lymphgefäße, -kollektoren und -knoten im Abstromgebiet. Die Untersuchung kann unter Bewegung beziehungsweise Muskelarbeit, gegebenenfalls auch im Seitenvergleich durchgeführt werden.
Die Lymphgefäße im Abstromgebiet eines bösartigen Tumors werden auch bei der Szintigrafie des Wächterlymphknotens häufig mitdargestellt.

## Kontraindikationen
Eine Schwangerschaft gilt mit wenigen Ausnahmen als absolute Kontraindikation für nuklearmedizinische Untersuchungen, Stillzeit als relative Kontraindikation. Nach einer Szintigrafie mit 99mTc soll die Stillende für 48 Stunden die Milch abpumpen und verwerfen.

## Strahlenexposition
Bei der Bewertung der Strahlenexposition ist zu beachten, dass die Beurteilung der Gefäße in der Regel im Rahmen einer ohnehin indizierten Szintigrafie stattfindet, also keine zusätzlichen Strahlen angewendet werden.
Für eine Skelettszintigrafie mit 500 MBq 99mTc-DTPA werden 2,6 mSv angegeben, für eine Blutpoolszintigrafie mit 750 MBq 99mTc-markierten Erythrozyten 7,4 mSv. Die Strahlenexposition bei einer Lungenszintigrafie mit 200 MBq 99mTc-Kolloid beträgt etwa 1,9 mSv, bei einer Thrombozytenszintigrafie mit 15 MBq 111In 7,8 mSv. Die Lymphszintigrafie mit 100 MBq 99mTc-Kolloid hat eine Strahlenexposition von etwa 1 mSv.